# Catoria baryconia
Catoria baryconia är en fjärilsart som beskrevs av Louis Beethoven Prout 1929. Catoria baryconia ingår i släktet Catoria och familjen mätare. Inga underarter finns listade i Catalogue of Life.